# 津照寺
津照寺（しんしょうじ）は、高知県室戸市室津に位置する真言宗豊山派の寺院。宝珠山（ほうしゅざん）、真言院（しんごんいん）と号す。本尊は楫取延命地蔵菩薩。四国八十八箇所第二十五番札所。
- 本尊真言：おん かかかびさんまえい そわか
- ご詠歌：法（のり）の舟入（い）るか出づるかこの津寺（つでら）　迷ふ我身をのせてたまへや

## 歴史

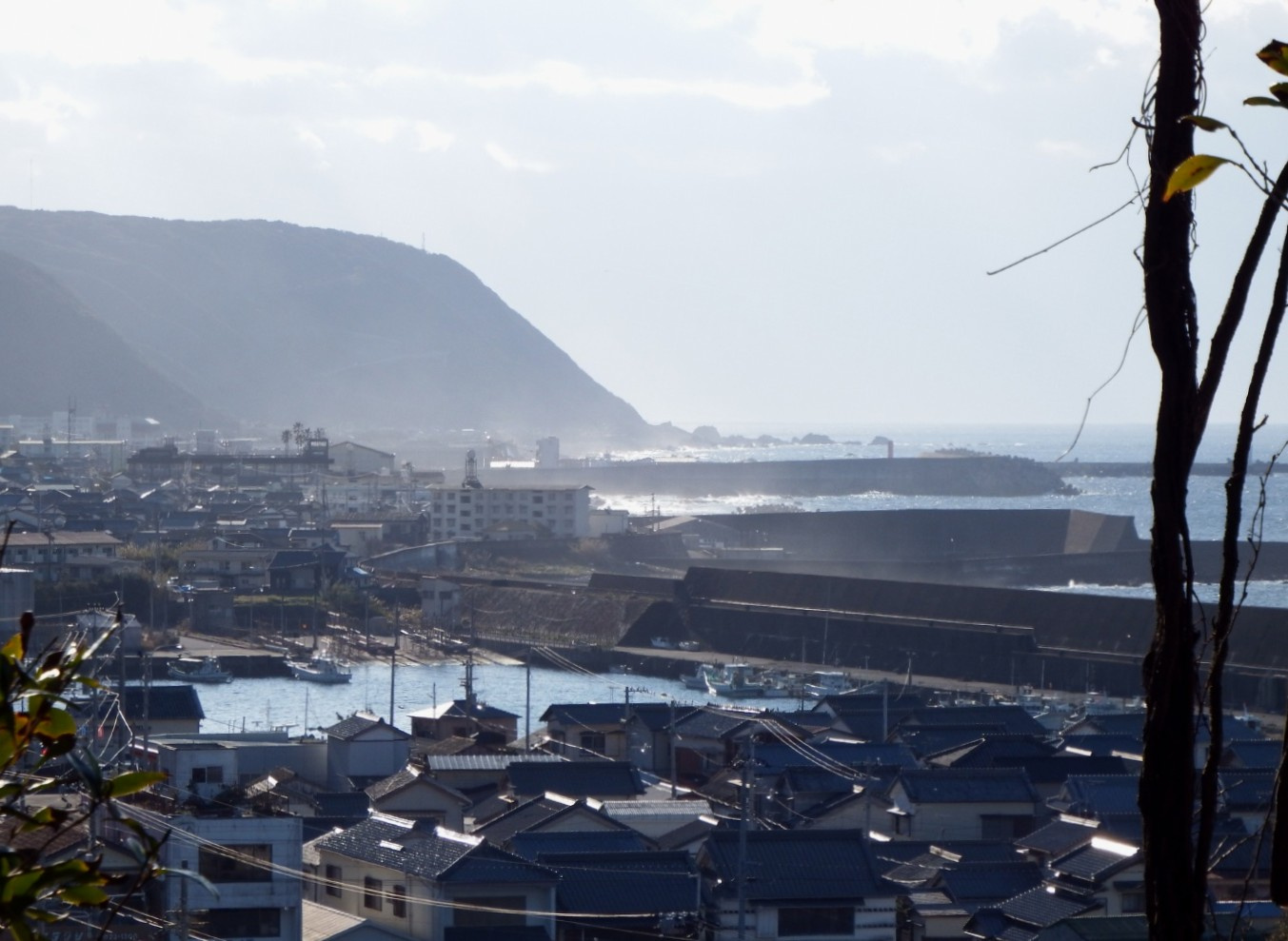
本堂前から土佐室津港を見下ろす、背後に室戸岬

寺伝によれば、大同2年（807年）に空海がこの地を巡錫した際、山の形が宝珠に似ておりこの地が霊地であると感得し、宝珠に合わせ、一刀三礼して延命地蔵菩薩を刻み堂宇を建立し開創したという。『今昔物語集』には当寺が「津寺」の名で登場し、本尊地蔵菩薩の霊験が語られている。それは、「地蔵菩薩火難ニ値ヒ自ラ堂ヲ出ルヲ語ル」とあり、本堂が火災に遭ったとき本尊が僧に身を変え村人に知らせ難を逃れたという逸話である。紀貫之は承平5年（935）土佐の国司の任期5年を終え帰京する途中海が荒れ、10日間室津港に留まったのち室戸岬を越えることができたと土佐日記に記述されている。また、慶長年7年（1602）に土佐藩主山内一豊が室戸沖で暴風雨に遭ったとき、どこからともなく一人の僧が現れて船の楫をとり無事に室津の港に着けて立ち去った。衣から垂れた水跡を辿っていくと本寺の本堂の前で終わっていた。そこで本尊を拝観するとその姿が濡れており、本尊の地蔵菩薩が僧に姿を変えて船を救ったことを悟った。このことから本尊を楫取地蔵と呼ぶようになったという。
神仏分離令で明治4年（1871年）に廃寺となり庫裡は小学校として利用された。明治16年（1883年）に再興された。

## 境内
- 山門：柱に屋根がついた簡素な門である。

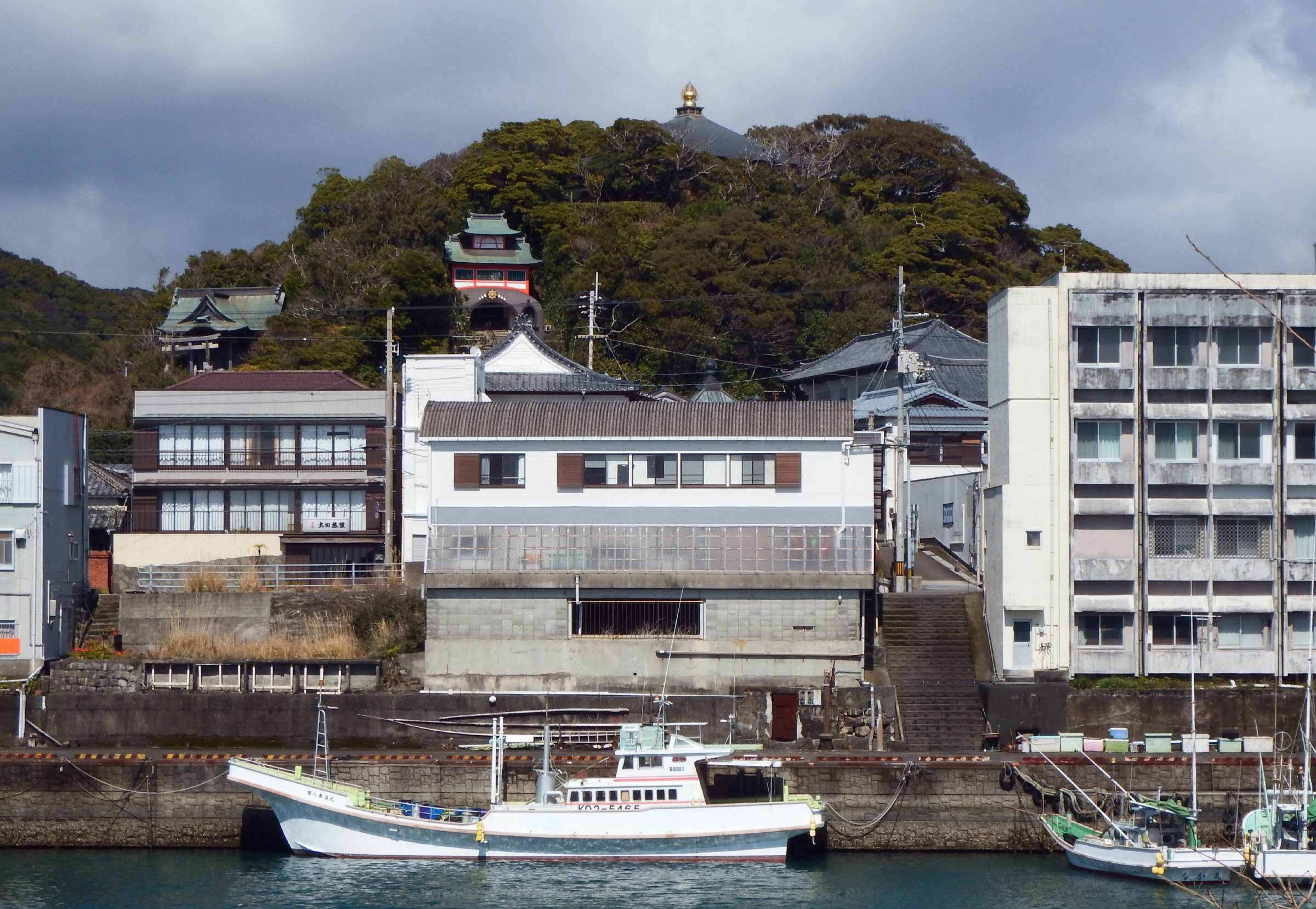
津（港）を照らす寺ごとく港の山上にある

- 鐘楼門：本堂へ上る125段の石段の途中にあり、上層は鐘楼堂で両側に仁王像を安置した変形の二重門である。
- 本堂：昭和50年（1975）再建。標高34.5 mの頂上部に建つ。
- 大師堂：昭和38年（1963）再建
- 稲荷社（祠）：鎮守社。稲荷大明神を祀る。本堂への石段右途中にある。
- 写経大師尊像
- 句碑：珊瑚友「月揚げて全心羅刹うかみツづ」が大師堂の正面の地蔵三尊石像の左の手水脇に、「久大の空より船や薄曇り」が石段を12段上がった左側に、須藤涛月「除夜の鐘夢物鼓動はじめけ里」が鐘楼門の右にある。
- 記念碑：紀州備長炭の製炭技術を伝えた植野蔵次の記念碑が石段下にある[2]。

麓の山門を入ると右側に大師堂と納経所が、左側に一木神社がある。正面の石段で山を登っていくと途中に鐘楼門がある。125段を登り詰めると右手に手水鉢があり、コンクリート造りの本堂が建っている。ここからは室津の港や太平洋が一望できる。
- 宿坊：なし
- 駐車場：港の広場を共用。無料。

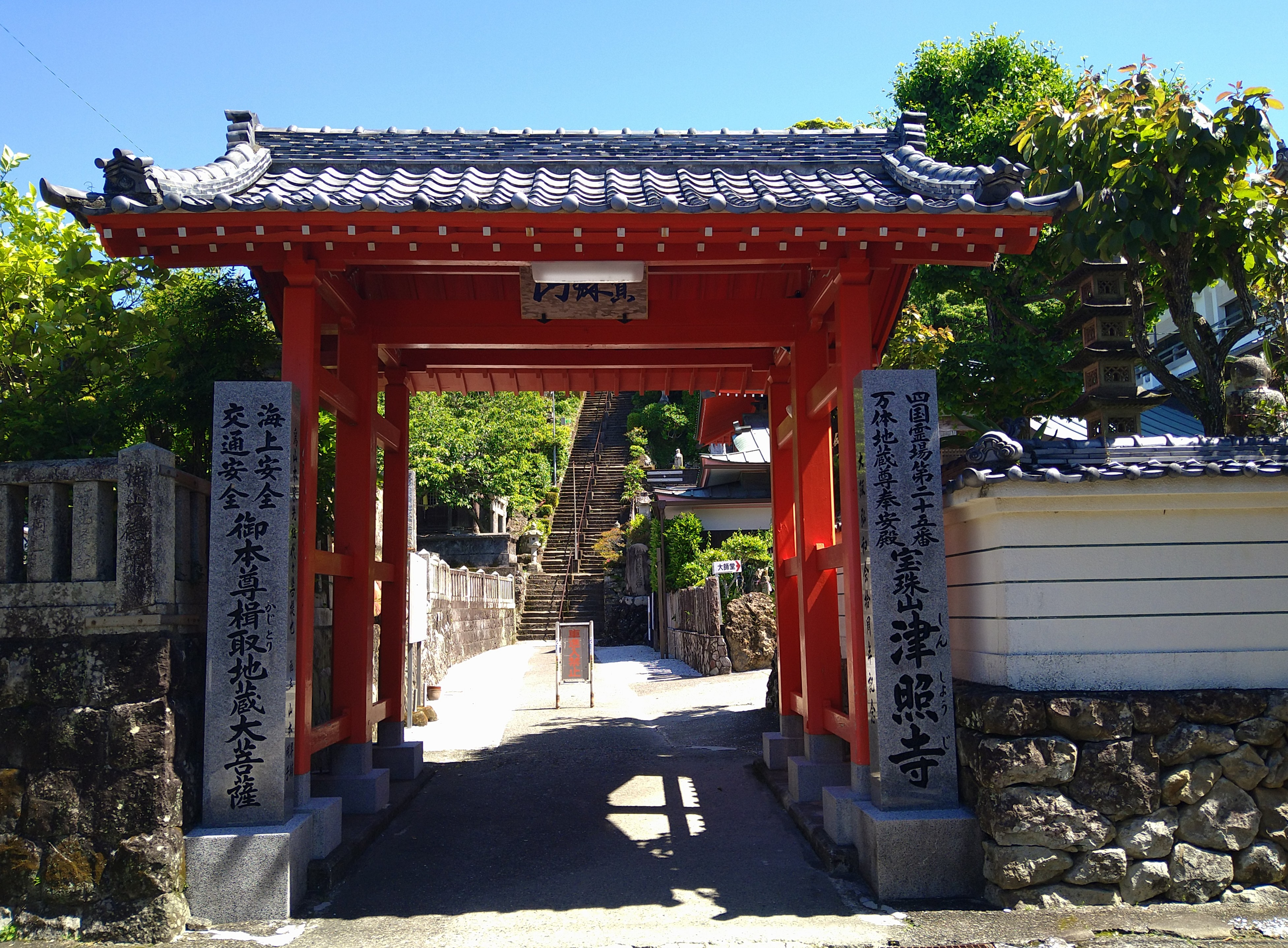
山門
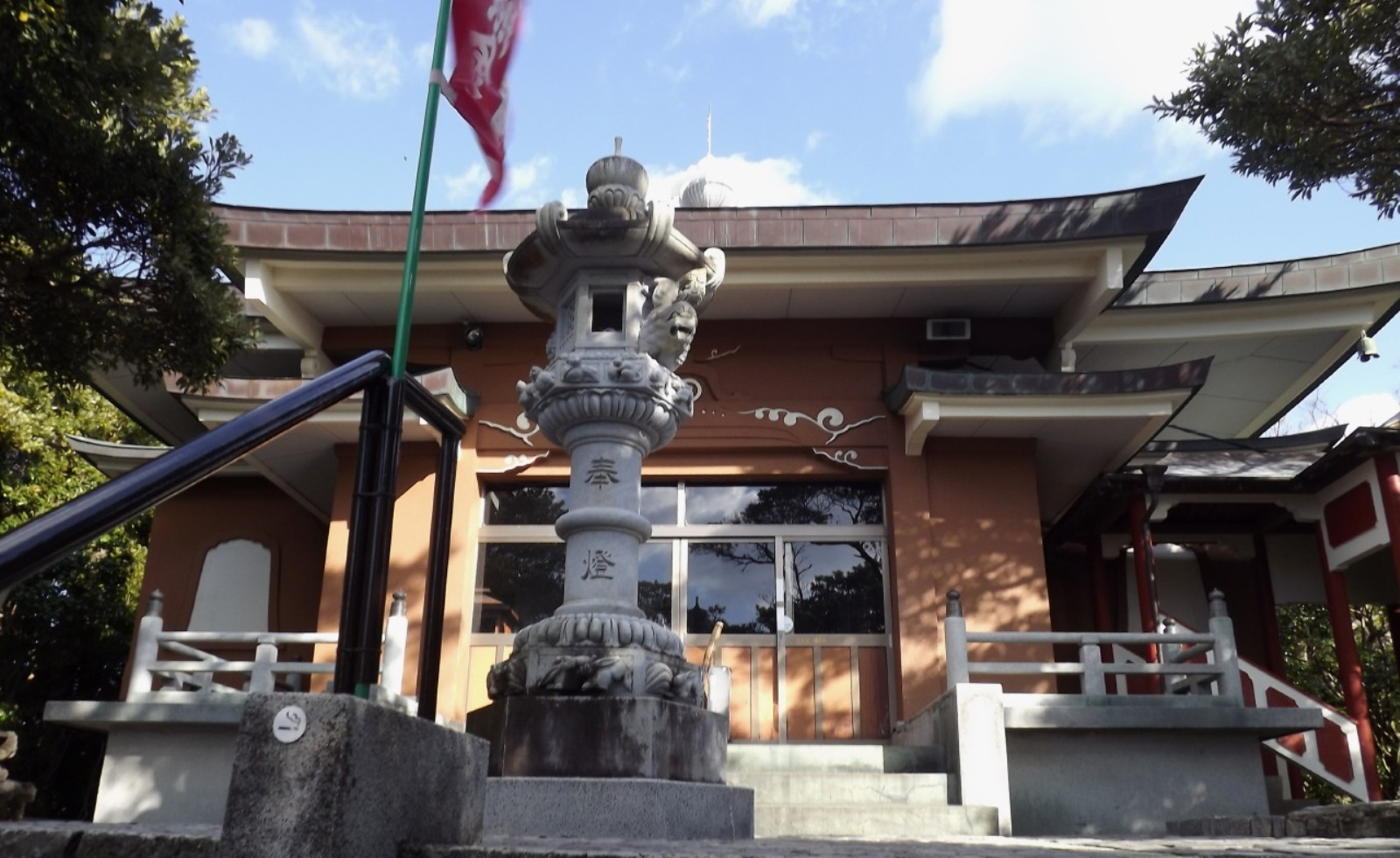
本堂
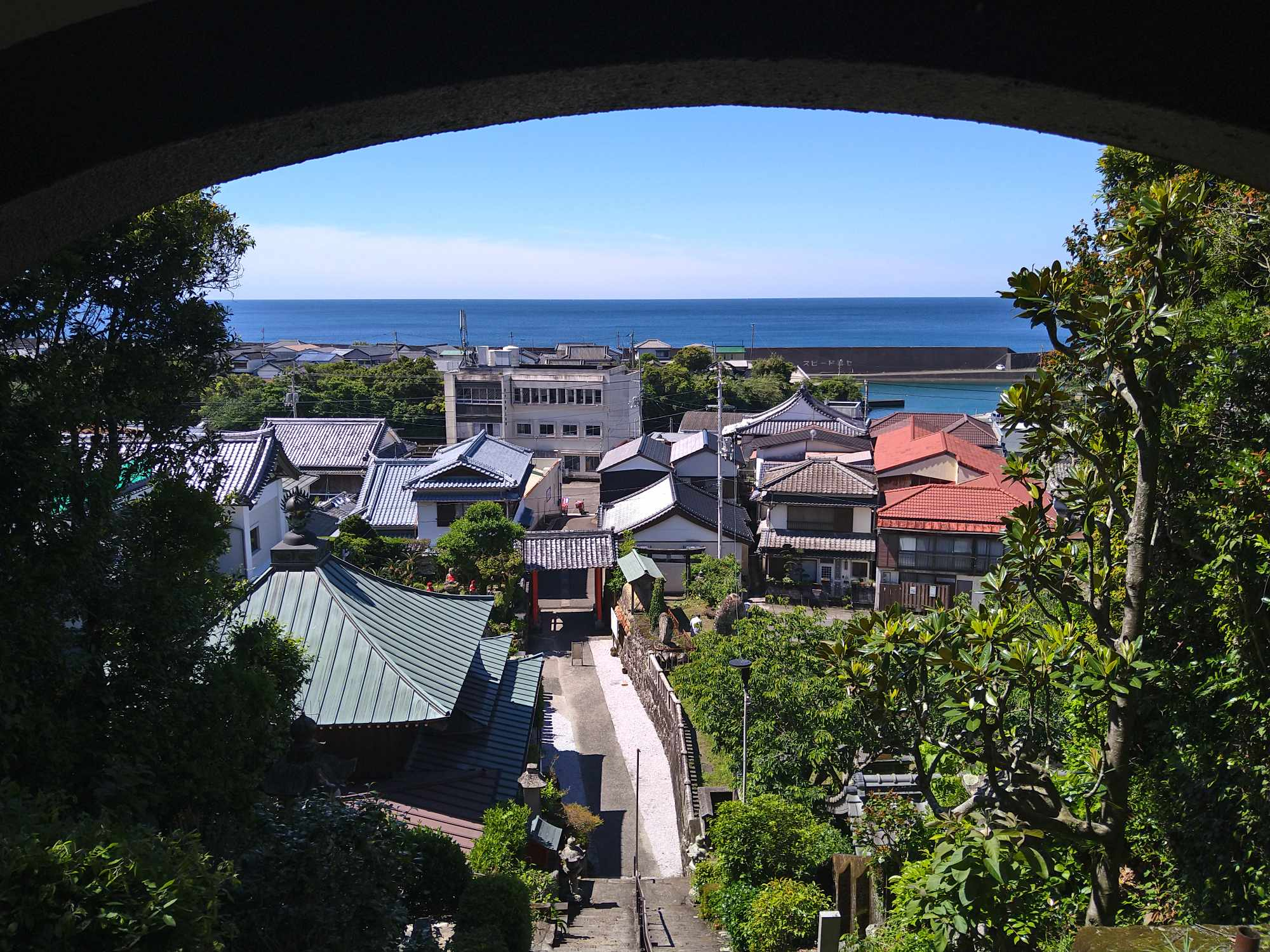
鐘楼門から見た境内
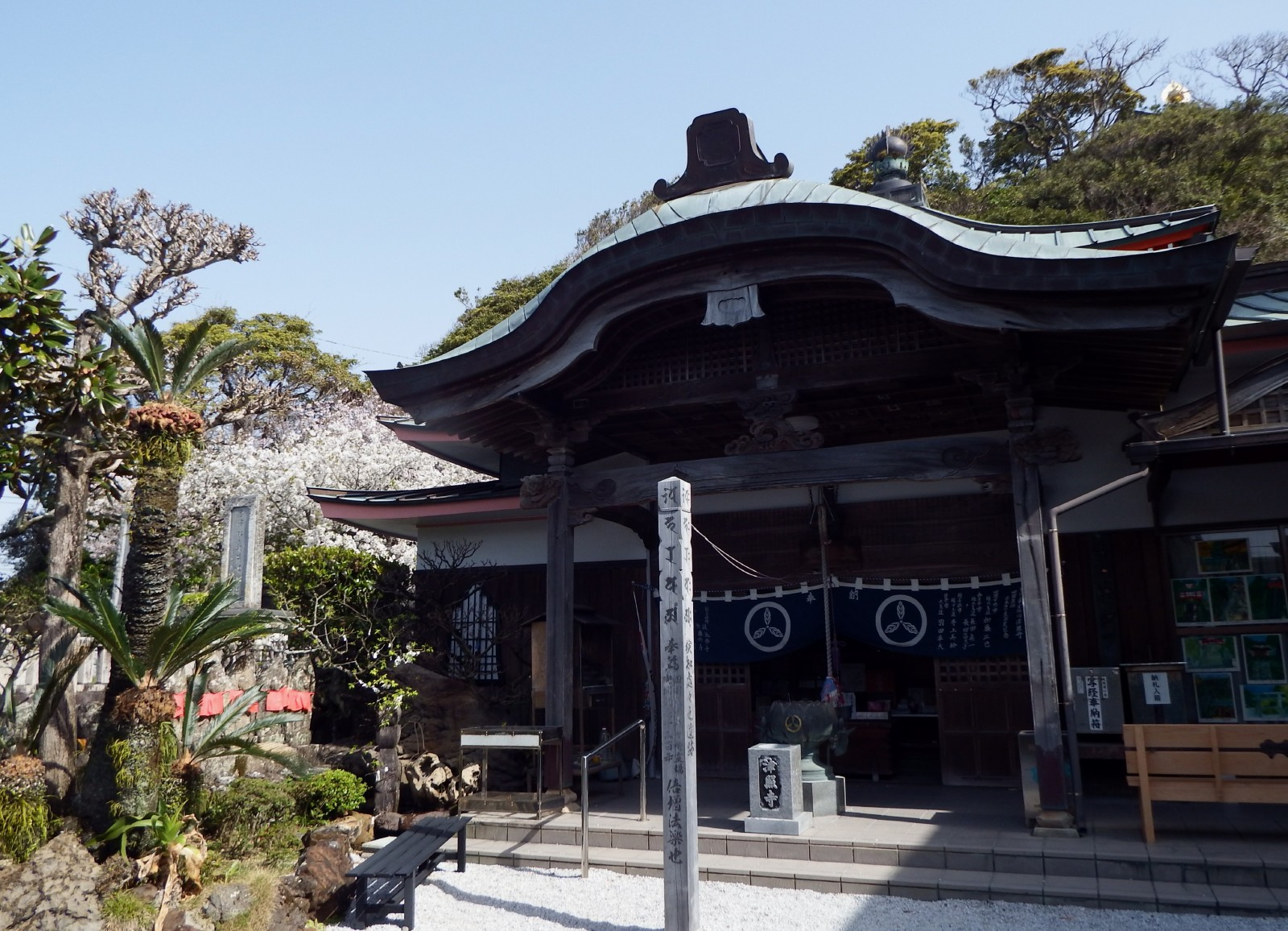
大師堂
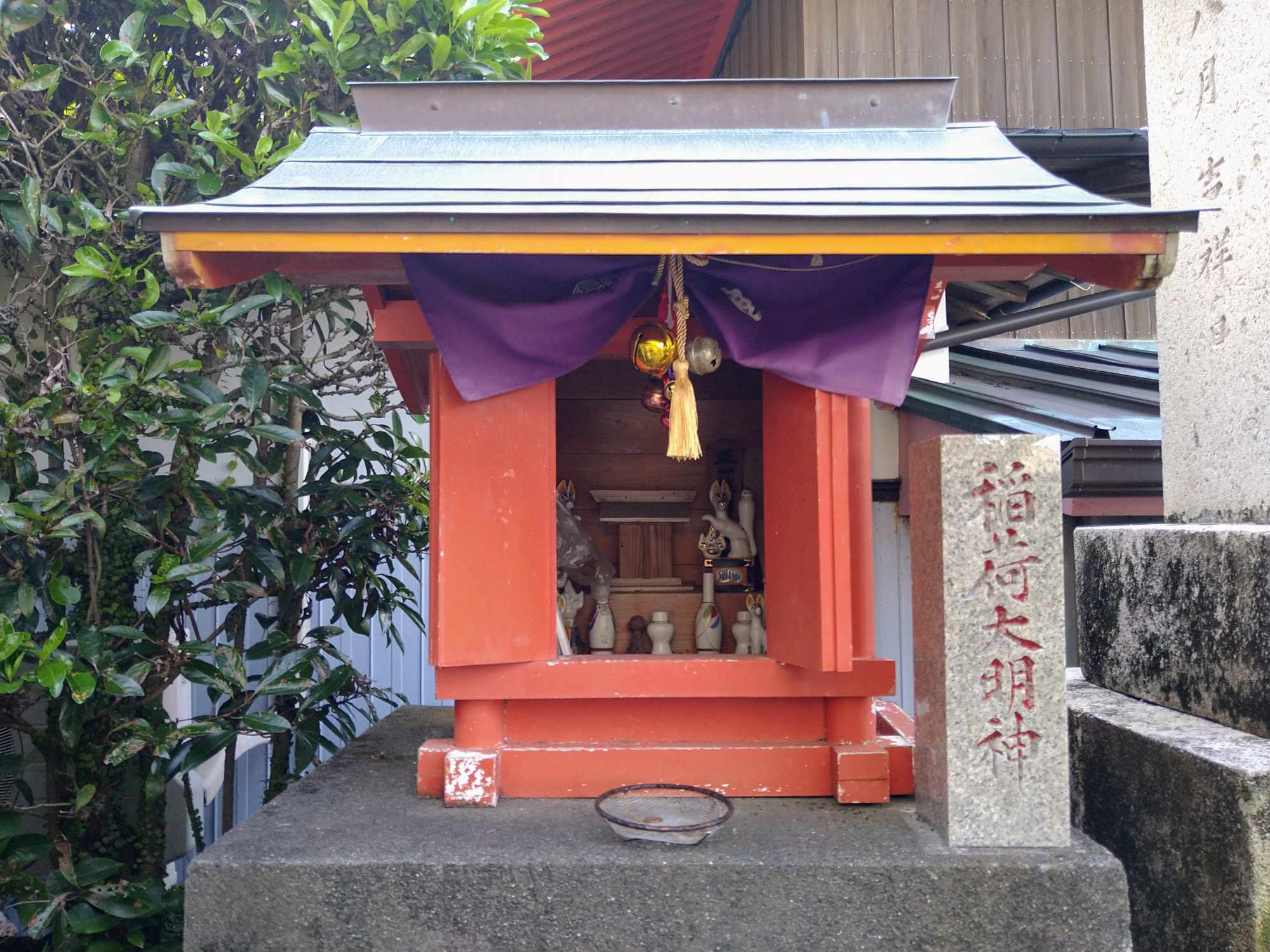
稲荷社
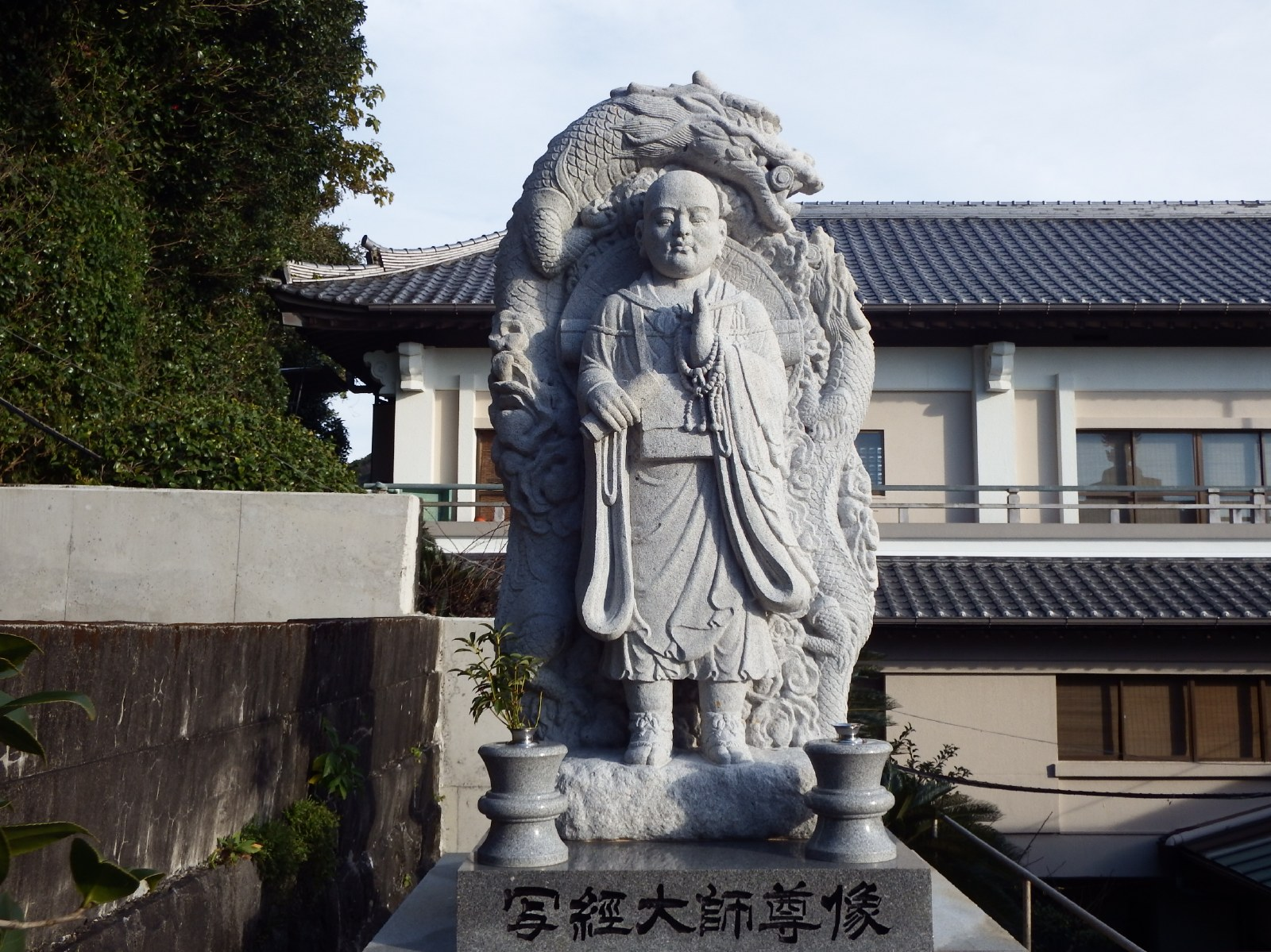
写経大師

## 交通案内
鉄道

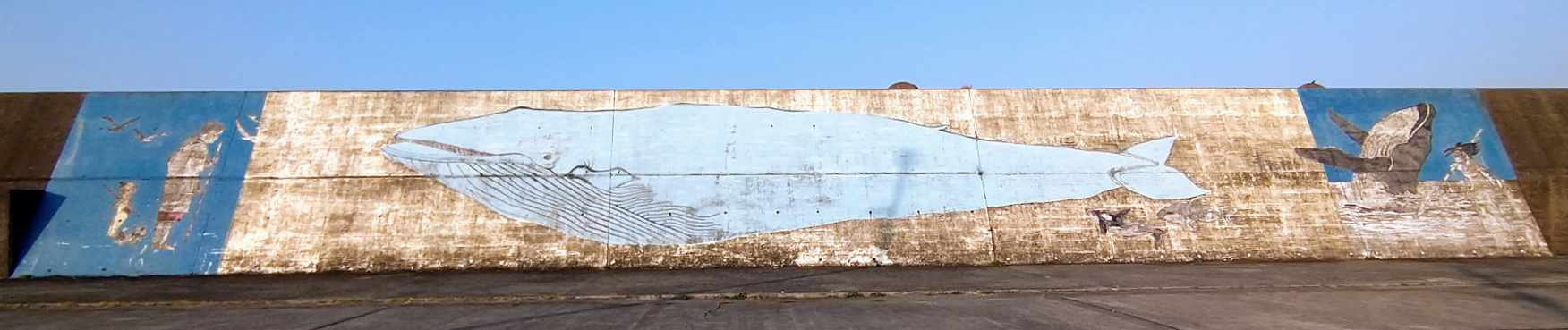
駐車場のクジラ

- 土佐くろしお鉄道ごめんなはり線 - 奈半利駅 (20.4 km)

バス
- 高知東部交通「室戸」下車 (0.5 km)

道路
- 国道55号 室津 (0.5 km)

## 前後の札所
四国八十八箇所
24 最御崎寺 -- (6.5 km)--  25 津照寺 -- (3.8 km)-- 26 金剛頂寺

## 周辺

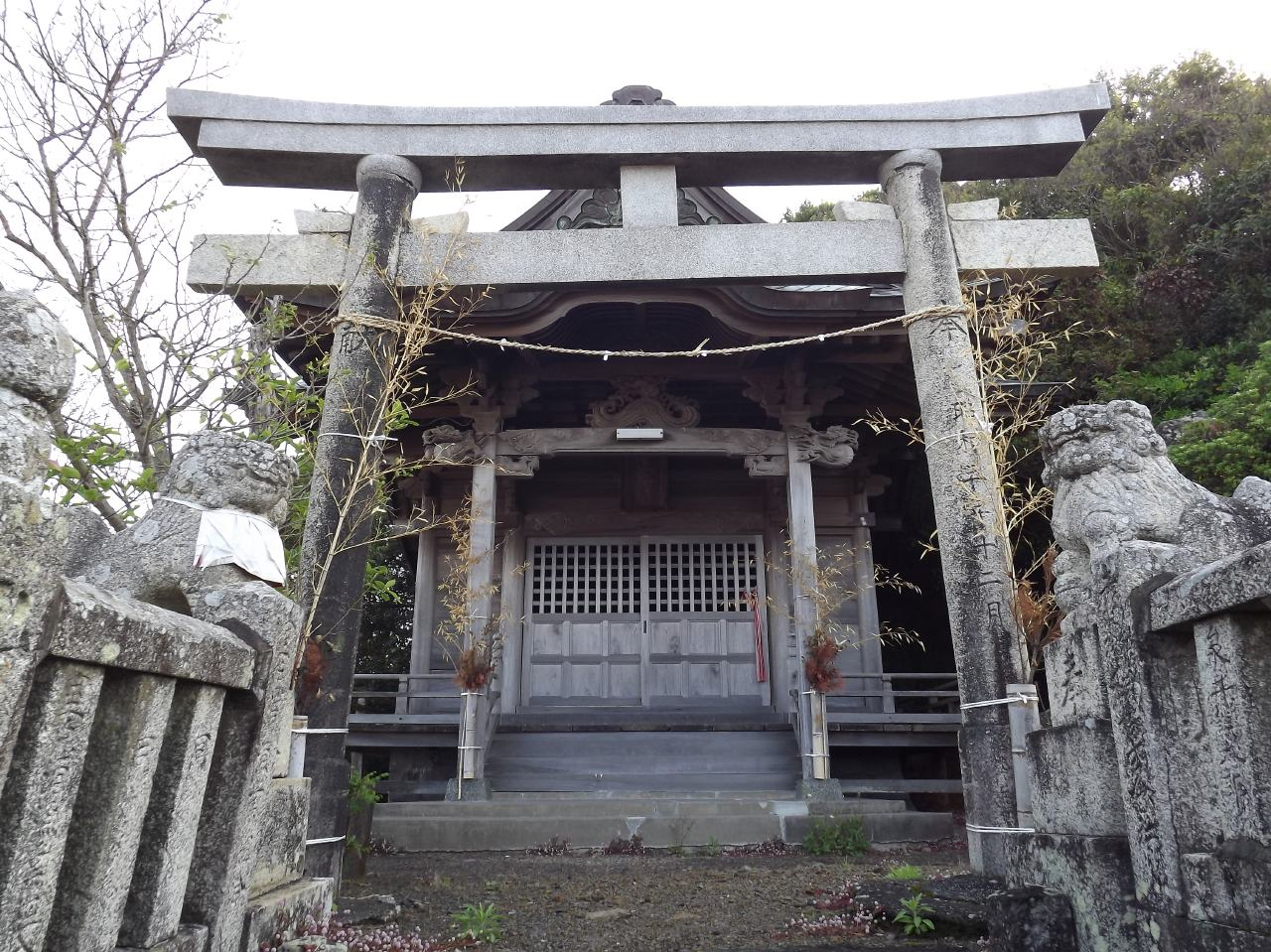
一木神社

- 一木神社（いちきじんじゃ）：当寺境内の西隣にある。寛永年間（1624-43）野中兼山が室津港を改修し寛文元年（1661）更なる改修を一木権兵衛に命じた。難工事をきわめた権兵衛はこの役を成し遂げたらこの命を捧げると祈願し成就した後に絶命した。その一木権兵衛を祀っている。
- 室戸岬